# Dolichoneura wucherpfennigi
Dolichoneura wucherpfennigi är en fjärilsart som beskrevs av Debauche 1937. Dolichoneura wucherpfennigi ingår i släktet Dolichoneura och familjen mätare. Inga underarter finns listade i Catalogue of Life.